# إدوارد يو
إدوارد يو (بالصينية: 姚松炎) هو سياسي صيني، ولد في 19 يوليو 1964 في هونغ كونغ في الصين.